# Phoetaliotes
Phoetaliotes es un género de saltamontes de la subfamilia Melanoplinae, familia Acrididae, y está asignado a la tribu Melanoplini. Este género se distribuye en México  y Estados Unidos.
Phoetaliotes es un género monotípico, y su única especie es Phoetaliotes nebrascensis, Thomas, 1872.